# Angraecum implicatum
Angraecum implicatum är en orkidéart som beskrevs av Louis Marie Aubert Du Petit-Thouars. Angraecum implicatum ingår i släktet Angraecum och familjen orkidéer. Inga underarter finns listade i Catalogue of Life.